# Machaquila
Machaquilá è un sito archeologico appartenente alla civiltà Maya, situato nel dipartimento di Petén in Guatemala. Poco distante si trova anche un villaggio che porta lo stesso nome.

## Storia
Nel 1957 un geologo scoprì le rovine della città sulle rive del fiume omonimo. Affluente del
Río de la Pasión, in epoca preispanica fungeva da via d'acqua per il commercio a lungo raggio,
attività che ebbe un ruolo importante anche per la città.

Machaquilá sorse nel periodo medio classico, raggiungendo l'apice del potere nel nono secolo circa. I resti archeologici della città si trovano a 45 km a nord-est di Cancuén e a 30 km a est di Seibal, in una regione abbastanza isolata. Ci sono nove piazze a Machaquilá, assieme a costruzioni cerimoniali, templi e un complesso residenziale a sud. Queste strutture risentono di un diretto influsso culturale dal Messico centrale: sulle stele di Machaquilà risalenti
al tardo Classico vi sono presenti molti elementi messicani.
I diciotto monumenti documentati testimoniano che tra il 711 d.C. e l'841 d.C.  Machaquilà era un piccolo stato indipendente, che basava la propria politica su continue guerre contro le città vicine (tra cui Ixtutz) ed alleanze politiche, matrimoniali e commerciali, soprattutto con Seibal e Cancuén.
Ci sono alcune città attorno a Machaquilá e alle caverne di San Miguel. Ci sono prove del fatto che la città fosse abitata a partire dal periodo Pre-Classico.

## Scavi recenti
Degli archeologi hanno scoperto nel 2004 un pannello di geroglifici che mostra Taj Chan Ahk, il re della città stato di Cancuén nell'ottavo secolo. Scolpito in un dettagliato altorilievo, la pietra mostra il re seduto su un simbolo simile alla Terra, un trono con pelle di giaguaro, che sta eleggendo dei governatori subordinati. Anche durante i periodi di subordinazione politica, i governatori di Machaquilá ricevevano una certa autonomia.